# Oscar Chajes
Oscar Chajes (* 14. Dezember 1873 in Brody, Galizien; † 28. Februar 1928 in New York) war ein US-amerikanischer Schachspieler.
Oscar Chajes kam aus einer jüdischen Familie in Österreich-Ungarn.
Im Jahr 1909 gewann er in Excelsior, Minnesota, die US Open. Im Jahre 1910 erreichte er in Chicago den 2. Platz, 1911 den geteilten Platz 3./4. im Turnier von New York. In Karlsbad (Richard Teichmann gewann) errang er Preise vom Turnier für seine Siege über Savielly Tartakower und Julius Perlis. Im Jahr 1913 belegte er den 3. Platz in New York und den 4./5. Platz in einem weiteren Turnier in New York. Noch 1913 belegte er den geteilten 4./5. Platz in Havanna.
1914 belegte Chajes in New York den geteilten 2. Platz. (Der amtierende Weltmeister Emanuel Lasker gewann.) 1916 belegte er den 3. Platz in New York. (Sieger war der nächste Weltmeister José Raúl Capablanca.)
In den nächsten Jahren spielte Chajes noch in zahlreichen weiteren Turnieren mit zumeist nur noch mäßigen Erfolgen. 1918 bestritt er ein Turnier gegen Dawid Janowski (1918 in New York) und u. a. in Karlsbad, 1923.
Nach Berechnung der historischen Elo-Zahl lag er im Januar 1919 auf dem zehnten Platz der Weltrangliste. Seine höchste historische Elo-Zahl war 2660 im Januar 1920.